# Karl Erck
Karl August Theodor Erck (* 17. März 1818 in Condé, Frankreich; † 2. April 1880 in Detmold) war ein deutscher lutherischer Geistlicher und Generalsuperintendent der Generaldiözesen Hildesheim und Lüneburg-Celle.

## Leben
Erck, ein Sohn des Hauptmanns Ludwig Friedrich Erck, wuchs in Hameln, Einbeck und Göttingen auf. Er studierte ab Michaelis 1836 Theologie an der Universität Göttingen. 1839 bestand er das erste, 1843 das zweite theologische Examen. Danach hatte er zunächst verschiedene Hauslehrerstellen inne, unter anderem bei Landrat von Klencke in Hämelschenburg und als Hofmeister beim Grafen von Bernstorff in Berlin. 1851 wurde er erster Inspektor am Schullehrerseminar in Hannover, 1856 Direktor der Anstalt. 1859 wurde er Superintendent in Alfeld (Leine), 1866 Pastor an der St.-Andreas-Kirche und Stadtsuperintendent von Hildesheim sowie Generalsuperintendent der Generaldiözese Hildesheim und Mitglied des Konsistoriums in Hannover. 1868 wechselte er als Generalsuperintendent von Lüneburg-Celle und erster Pastor an der Stadtkirche St. Marien nach Celle. 1879 wurde er emeritiert.

## Schriften
- Christus, euer Leben. Nachgelassene Schriften. Hannover 1883.